# Brigitte et Gilles Delluc
 (janvier 2020).
Si vous disposez d'ouvrages ou d'articles de référence ou si vous connaissez des sites web de qualité traitant du thème abordé ici, merci de compléter l'article en donnant les références utiles à sa vérifiabilité et en les liant à la section « Notes et références ».
Pour les articles homonymes, voir Delluc.
Brigitte et Gilles Delluc sont des préhistoriens français, spécialistes de la grotte de Lascaux, de l'art paléolithique en Dordogne, de la vie des « Cro-Magnons » (nutrition, sexualité et pathologie) et de l'histoire de la Préhistoire en Dordogne. 

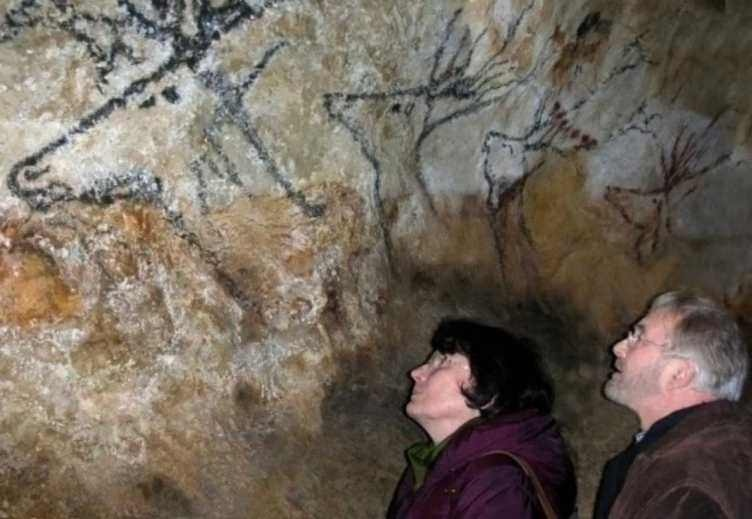
Brigitte et Gilles Delluc à Lascaux

## Biographie
Brigitte Delluc est née en 1936 à Angers et a passé son enfance au Maroc, puis à Berlin. Elle est licenciée ès sciences (Paris Sorbonne, 1960) et docteur en Préhistoire (Paris 1 Panthéon-Sorbonne, 1975, sous la direction de André Leroi-Gourhan). Elle a été professeur de physique-chimie et mathématiques, puis ingénieur (informatique) de la compagnie I.B.M. France (1960-1965). De 1972 à 1982, elle a été chercheuse au laboratoire associé au CNRS n° 275 d'Ethnologie préhistorique dirigé par le Pr André Leroi-Gourhan. Elle a également été attachée à la Direction des Musées de France et au Musée national de Préhistoire des Eyzies (1978-1985). Elle est cofondateur avec le Pr Henry de Lumley, conservateur et régisseur du musée de site de l'abri Pataud aux Eyzies (1985-1999). Elle est chercheuse rattachée au département de Préhistoire du Muséum national d'histoire naturelle de Paris (USM 103 - UMR 7194 du CNRS, Histoire naturelle de l’Homme préhistorique) et secrétaire générale de la Société historique et archéologique du Périgord depuis 1998, puis vice-présidente depuis 2018. Membre d'honneur du Spéléo-Club de Périgueux.
Brigitte Delluc a été élue en 2013 membre correspondant de l'Académie nationale des Sciences, Belles-Lettres et Arts de Bordeaux.
Gilles Delluc est né en 1934 à Périgueux et mort à l'âge de 87 ans le 7 janvier 2022. Après son PCB à Bordeaux, il s'installe à Paris à 18 ans pour faire sa médecine et y tenter les concours hospitaliers. Il devient externe (1958) puis interne des hôpitaux de Paris (1961, 10e), chef de clinique à la Faculté de Médecine de Paris et médecin assistant des hôpitaux de Paris (Cochin et Bichat, 1967-1969), puis médecin chef des hôpitaux (Périgueux, 1970-1999). Il a été notamment externe, interne et assistant des Prs Fred Siguier, Charles Debray et Maurice Deparis (treize publications principales référencées in : Medline, dont les premières publications sur la fibroscopie gastro-duodénale avec C. Debray en 1964 et divers cas cliniques rares) et a enseigné la sémiologie médicale à Paris V (Université Paris-Descartes). Il est titulaire de trois spécialités médicales : Médecine interne ; Maladies de l'appareil digestif (et endoscopie) ; Néphrologie (et hémodialyse rénale). En outre, il a travaillé au service de réanimation médico-chirurgicale de Cochin (1968-1969), créé un centre d'hémodialyse en 1971 (clinique Francheville, Périgueux, 1971-1976) et, dès 1979, participé à la création de l'éducation des diabétiques (vice-président du Groupe de recherches pédagogiques en diabétologie) et, avec de jeunes diabétiques, fait l'ascension des grands sommets des Pyrénées.
Familier des cavernes de Dordogne depuis son enfance, il consacre son temps libre à l'exploration du monde souterrain. Il a commencé à travailler dès les années 1950 à Lascaux avec A. Glory, B. Pierret et le Spéléo-Club de Périgueux, puis participé à la désobstruction des Salles ensablées, au-delà du Puits. En 1985, il devient docteur en Géologie du Quaternaire, Paléo-anthropologie et Préhistoire (Paris VI Pierre-et-Marie-Curie, sous la direction de A. Leroi-Gourhan puis de H. de Lumley) et chercheur rattaché au département de Préhistoire du Muséum national d'histoire naturelle de Paris (USM 103 - UMR 7194 du CNRS, Histoire naturelle de l’Homme préhistorique). Il a été élu président de la Société historique et archéologique du Périgord (juillet 1981-février 1992), succédant à l'archéologue Jean Secret dont il fut l'élève, et en est depuis le président d'honneur.
Il est membre fondateur (1948), ancien président et président d’honneur du Spéléo-Club de Périgueux (SCP). Spéléologue, il a exploré de nombreuses grottes de Dordogne, dont les célèbres grottes de Rouffignac (ruisseaux du réseau inférieur) et de Villars (découverte des grandes salles et désobstruction du Trou qui fume), aujourd'hui aménagées pour le tourisme, et des gouffres dans le Lot (Saut de la Pucelle, Réveillon) et les Pyrénées (massif de Ger). Il est ancien moniteur de l'École française de Spéléologie : 1 - le premier stage technique en spéléologie créé sous la direction de Pierre Chevalier, avec Fernand Petzl et Charles Petit-Didier en 1952, au réseau de la Dent de Crolles (Isère), qui devient à cette occasion le gouffre le plus profond du monde (traversée P40 - Guiers Mort : - 603 m) ; 2 - un stage à Font d'Urle (Drôme) en 1970. Il a été aussi un des premiers à pratiquer la plongée en scaphandre autonome dans les rivières souterraines, avec Y.-H. Dufour, S. Buhot et E. Carchereux (1956-1957), peu après Guy de Lavaur et Michel Letrône. Il suscite la création d'un musée de la Spéléologie dans un fort de falaise des Eyzies (1970-2005) et participe activement à sa réalisation avec le SCP. Il a été élu en 2017 président d'honneur du SCP et Brigitte Delluc membre d'honneur de cette association.
Sur sa demande, il a servi la Marine nationale pendant trois ans (1961-1963), débutant comme "apprenti-matelot de 3e classe sans spécialité" et matelot (CFM d'Hourtin), puis exerçant comme médecin lieutenant, notamment dans l'Atlantique Nord (point A, entre Islande et Groenland), à bord du NMS (navire météorologique stationnaire) France I (aujourd'hui au musée maritime de La Rochelle). Durant la guerre d'Algérie, volontaire pour la DBFM (Demi-brigade de fusiliers marins, médecin-chef du célèbre 3e bataillon), il a servi, y compris à cheval, dans cette unité opérationnelle, sur le barrage de la frontière et dans les confins algéro-marocains : Bab el Assa (la Porte de l'Enfer) et Hassi bou Kouba. Une activité à la fois militaire et humanitaire. En 1962, la DBFM a installé ses harkis à Largentière (Ardèche). 
Plus tard, il a aussi séjourné chez les Inuits du Nunavut (Terre de Baffin), chez les Lapons Saamis (Laponie finlandaise), chez "les gens du fleuve" en République centrafricaine et il est revenu deux fois en Algérie (2004 et 2005). 
Il est le neveu du cinéaste Louis Delluc, l'éveilleur du cinéma français, et a écrit sa biographie. Il a participé à la publication du coffret DVD consacré à Louis Delluc (édité par Les Documents cinématographiques), avec Mme Brigitte Berg. 
En 2000, le journal Sud Ouest le place parmi les cent personnalités les plus renommées des cinquante dernières années en Dordogne. 
Brigitte et Gilles Delluc se marient le 15 septembre 1962 et travaillent activement sur la grotte de Lascaux depuis les années 1970. Ils ont participé à la grande étude scientifique pluridisciplinaire de la grotte avec leur patron et ami le Pr André Leroi-Gourhan et Arlette Leroi-Gourhan, et leur ami le Pr Denis Vialou (Lascaux inconnu, CNRS), travaillé avec le cinéaste Mario Ruspoli, notamment pour le Corpus Lascaux, conçu la muséographie de Lascaux II, publié l'historique complet de la grotte avec ses heurs et ses malheurs (Le Jubilé de Lascaux, Lascaux retrouvé, Lascaux et la guerre, Lascaux et la Presse). Plus récemment, ils ont publié le Dictionnaire de Lascaux, puis retrouvé et publié au CNRS le « trésor » de André Glory (documents inédits, coupes stratigraphiques et un millier d'objets archéologiques de Lascaux, considérés comme disparus (ou volés) en 1966 et retrouvés en 1999, sous le titre de Les Recherches à Lascaux (1952-1963) d'André Glory. A la demande du Dr Bernard Cazeau, président du Conseil général de la Dordogne, les Delluc ont été conseillers scientifiques pour la muséographie de Lascaux 2 puis pour la réalisation de l'Exposition internationale de Lascaux, dite Lascaux 3. Ils sont considérés aujourd’hui comme parmi les meilleurs spécialistes de cette cavité, qu'ils ont datée du Magdalénien inférieur.
Gilles Delluc a été conseiller scientifique pour le musée de site de Cro-Magnon (les Eyzies), avec Estelle Bougard.
Gilles et Brigitte Delluc se sont particulièrement intéressés à la grotte ornée de Villars. Ils ont participé à son exploration dès les années 1950 et publié deux mémoires de synthèse à son sujet (CNRS, 1974 et Préhistoire du Sud-Ouest, 2017). 
Ils ont participé, souvent avec le SCP, à la découverte de plusieurs grottes ornées : Rouffignac (ses trois rhinocéros dès la fin de 1948, signalés sans succès à la Circonscription préhistorique), Villars (depuis 1952), Sous-Grand-Lac, Saint-Front de Domme, Jovelle et aussi La Cavaille, Pataud...). Ils ont à leur actif la publication de monographies scientifiques sur ces grottes et sur d'autres cavités ornées de la vallée de la Vézère autour des Eyzies (Bara-Bahau, Saint-Cirq, Commarque, Sous-Grand-Lac, Bernifal, La Calévie, Vielmouly II, La Mouthe, La Forêt, Combarelles II), de la vallée de la Dordogne (La Martine, Le Pigeonnier, Le Mammouth, Roc Pointu, la Roche de Lalinde, la Cavaille) et du nord du département de la Dordogne (Villars, Fronsac, Font-Bargeix, La Croix, Rochereil).
D'autres recherches et publications ont porté sur l’art paléolithique archaïque en Aquitaine, c’est-à-dire antérieur à celui de Lascaux : abris Blanchard et Castanet (les plus anciens dessins connus) et aussi abri Labattut, abri Pataud, la Ferrassie, abri du Poisson, Laugerie-Haute, Oreille d’enfer, La Croze à Gontran, Les Bernous, La Cavaille, Jovelle, Pair-non-Pair, Gargas) et Fourneau du Diable. Ces travaux comportent à la fois l'étude classique des gravures et sculptures, mais aussi l'analyse technologique de ces tracés (expérimentation et restitution graphiques, le plus souvent publiées dans Gallia Préhistoire (CNRS).
Ils se sont intéressés à l’art des objets (ou art mobilier), dans la plupart des musées français, notamment celui de Saint-Germain-en-Laye, de Périgueux et des Eyzies, et en ont publié les objets utilitaires décorés.
Brigitte Delluc a collaboré aux fouilles de Pincevent, Tautavel et abri Pataud, la Madeleine, Laugerie-Haute et Commarque avec, notamment, A. Leroi-Gourhan, H. de Lumley, J.-M. Bouvier et G. Guichard. Elle s’est attachée, avec Henry de Lumley, à la création du musée de site et à l’étude de l’abri Pataud aux Eyzies, et lui a consacré plusieurs publications.
D’autres domaines, réunissant paléo-anthropologie, physiologie et médecine, ont retenu leur attention : la nutrition (le Dr Gilles Delluc fut un des premiers à réfléchir à ce problème), la sexualité et la pathologie paléolithiques, ainsi que l’histoire de la Préhistoire en Dordogne, notamment celle de Lascaux et celle de certains préhistoriens du début du siècle dernier (Otto Hauser, Louis Didon et Marcel Castanet, André Glory), grâce notamment aux archives inédites de L. Didon, L. Laval, H. Breuil, A. Glory, A. Leroi-Gourhan. Les textes inédits de Henri Breuil, non publiés dans les Quatre cents siècles et oubliés, ont pu être retrouvés et publiés avec le Pr Denis Vialou (Bernifal, Combarelles II, la Mouthe, La Calévie).
Auteurs de plus  de 1000 publications dans divers ouvrages et revues, ils donnent aussi de nombreuses conférences et sont intervenus dans de nombreux colloques ou missions scientifiques en France et à l'étranger : Europe, USA et Québec, Arctique, Maghreb (Algérie, Maroc et Tunisie) et Centre Afrique (RCA), Inde, Corée du Sud et Australie).

## Principales publications

### Gallia-Préhistoire CNRS
Voir la « liste complète des publications dans ce périodique sur le site Persée », sur persee.fr.
- [1974] « La grotte de Villars (Dordogne) », Gallia préhistoire, vol. 17, no 1,‎ 1974, p. 1-67 (lire en ligne [sur persee]).
- [1978] « Les Manifestations graphiques aurignaciennes sur support rocheux des environs des Eyzies », Gallia préhistoire, vol. 21, no 2,‎ 1978 (lire en ligne [sur persee]).
- [Delluc et al. 1981] Brigitte Delluc, Gilles Delluc, Jean Chaline, Jacques Evin, B. Galinat, Arl. Leroi-Gourhan, Cécile Mourer-Chauviré, Th. Poulain et F. Schweingruber, « La grotte ornée de Comarque à Sireuil (Dordogne) », Gallia Préhistoire, vol. 24, no 1,‎ 1981, p. 1-97 (lire en ligne [sur persee]).
- [Delluc et al. 1983] Brigitte Delluc, Gilles Delluc, Evelyne Bazile-Robert et B. Galinat, « Les grottes ornées de Domme (Dordogne) : La Martine, Le Mammouth et le Pigeonnier », Gallia préhistoire, t. 26, no 1,‎ 1983, p. 7-80 (lire en ligne).
- [1991] L'Art pariétal archaïque en Aquitaine (monographie), Paris, CNRS éditions, coll. « Gallia Préhistoire, 28e suppl. », 1991, 393 p., sur persee (présentation en ligne, lire en ligne).
- [2008] « I. Les recherches d'André Glory à Lascaux (1952-1963) », Gallia Préhistoire, no suppl. 39 « Les recherches à Lascaux (1952-1963). Documents recueillis et présentés par Brigitte et Gilles Delluc »,‎ 2008, p. 9-21 (lire en ligne [sur persee]).
- et aussi grottes de Sous-Grand-Lac (1971), de Saint-Cirq (1987) et de Bara-Bahau (1998).

### Éditions Sud Ouest
- 1998 : Visiter l’abri Pataud
- 2000 (1re édit. en l990) : Visiter l’abbaye de Cadouin. Nombreuses ré-éditions actualisées
- 2001 (1re édit. en l990) : Connaître la Préhistoire en Périgord (avec A. Roussot et J. Roussot-Larroque)
- 2002 (1re édit. en l989) : Connaître Lascaux (nombreuses éditions en diverses langues)
- 2006 : Connaître Lascaux (édition refondue et très augmentée)
- 2008 : Dictionnaire de Lascaux
- 2011 : Perigord Prehistory
- 2015 : Connaître Lascaux (édition refondue et actualisée en français,anglais, allemand et espagnol)
- 2016 : Cro-Magnon (Homo sapiens). Le premier d'entre nous.
- 2017 : Rendez-vous à Lascaux (nouvelle édition actualisée en français, anglais, allemand, espagnol et italien)
- 2019 : Dictionnaire de Lascaux. Nlle édition  revue, augmentée et actualisée
- 2020 : L'Abbaye de Cadouin. Histoire et visite.
- [2019] Dictionnaire de Lascaux, 2019, sur halldulivre.com (présentation en ligne, lire en ligne).

### Éditions Ouest-France
- 2012 (1re édit. en 2003) : La Vie des Hommes de la Préhistoire
- 2015 : Vie des Hommes au temps de la Préhistoire
- 2017 : La Préhistoire de France (déplipoche)
- 2017 : L'Art pariétal de Cro-Magnon

### Éditions Hachette
- [1985] Les Chasseurs de la Préhistoire, 1985. (plusieurs éditions en diverses langues)

### Éditions Pilote 24
- 1995 : La Nutrition préhistorique. Il existe une édition en coréen (2016).
- 2002 : Louis Delluc (1890-1924), l’éveilleur du cinéma français
- 2003 : Lascaux retrouvé. Les recherches de l’abbé André Glory (1952-1963)
- 2005 : Jean Filliol. Du Périgord à la Cagoule, de la Milice à Oradour
- 2006 : Le Sexe au temps des Cro-Magnons
- 2008 - 2010 : Petites énigmes et grands mystères, tomes I, II, III et IV
- [Delluc & Delluc 2010] Brigitte Delluc et Gilles Delluc, Petites énigmes et grands mystères - Marguerittes, Léon Faye, Otto Hauser, t. 4, éd. Pilote 24, 2010 (ISBN 2912347866 et 978-2912347862, présentation en ligne), p. 80-157 (« L'archéologue Otto Hauser en Dordogne (biographie) »).

### Éditions du Périgord noir
- 1984 : Lascaux. Art et archéologie,La caverne peinte et gravée de Lascaux,Éditions du Périgord Noir
- 1985 (plusieurs éditions) : Tout Lascaux. Petit journal.

### P.L.B.éditeur
- 1990 : Cadouin, une aventure cistercienne (avec Jacques Lagrange et Jean Secret) P.L.B. éditeur

### Société d’Études et de Recherches Préhistoriques des Eyzies
- [1981] « La dispersion des objets de l'abri Blanchard (Sergeac, Dordogne) », Bull. de la Société d’Études et de Recherches Préhistoriques des Eyzies, no 30,‎ 1981, p. 77-95.

### Éditions de La Société historique et archéologique du Périgord
Depuis 1977, nombreuses publications (archéologie, notamment de l'abbaye de Cadouin, et petite histoire du Périgord) (voir « Titres et travaux de Gilles et Brigitte Delluc », Liste mise à jour au 20 mars 2020 [PDF], Titres et travaux scientifiques, sur shap.fr (consulté le 4 décembre 2020) ; et site des Amis de Cadouin)
- [1977] « L'affaire de l'abri du Poisson aux Eyzies : Otto Hauser non coupable », Bulletin de la Société historique et archéologique du Périgord, t. 124, no 1,‎ 1977, p. 171-177 (présentation en ligne).
- [1987] « Grotte de Bara-Bahau (Le Bugue, Dordogne). Travaux 1986-1987 », Bulletin de la Société historique et archéologique du Périgord, t. 114, no 4,‎ 1987, p. 283-295.
- [Delluc, Delluc & Guichard 1997] Brigitte Delluc, Gilles Delluc et Francis Guichard, « La grotte ornée de Bara-Bahau (Le Bugue). Géologie et Préhistoire », Bulletin de la Société historique et archéologique du Périgord, t. 124, no 1,‎ 1997, p. 31-62.
- [2001] Léo Drouyn en Dordogne, 1845-1851, Édition de la Société Historique et Archéologique du Périgord, 2001 (ISBN 2951616708 et 9782951616707).
- [2001] La vie d'un émigré au service du Tsar, Édition de la Société Historique et Archéologique du Périgord, 2001, 97 p. (ISBN 978-2-9516167-0-7).
- 1999 et 2004 : L'archéologue Otto Hauser, Bulletin de la Société historique et archéologique du Périgord[réf. incomplète]
- [2003] « Marcel Ravidat, inventeur de Lascaux », Bulletin de la Société historique et archéologique du Périgord, t. 130, 3e livraison,‎ 2003, p. 491-510.
- [2010] « Lascaux et la guerre. Une galerie de portraits », Bulletin de la Société historique et archéologique du Périgord, t. 137,‎ 2010, p. 159-202 (lire en ligne [sur docplayer.fr], consulté le 4 décembre 2020).
- [Delluc & Delluc 2010] Brigitte Delluc et Gilles Delluc, Petites énigmes et grands mystères - Marguerittes, Léon Faye, Otto Hauser, t. 4, éd. Pilote 24, 2010 (ISBN 2912347866 et 978-2912347862, présentation en ligne), p. 80-157 (« Otto Hauser »).
- [2012] « De quand date Lascaux », Bulletin de la Société historique et archéologique du Périgord, t. 139,‎ 2012, p. 375-400.
- [2012] « Lascaux et la presse des années 1940 », Bulletin de la Société historique et archéologique du Périgord, t. 139,‎ 2012, p. 551-577.
- [2013] « Les squelettes de Cro-Magnon. Datation et pathologie », Bulletin de la Société historique et archéologique du Périgord, t. 140,‎ 2013, p. 243-274.
- [Delluc, Delluc & Strauel 2019] Brigitte Delluc, « Montignacois et Alsaciens en 1940 à Lascaux, sous la plume des témoins », Bulletin de la Société historique et archéologique du Périgord, t. 146,‎ 2019, p. 495-514.
- [2020] « Le fabuleux « trésor » de Lascaux, découvert au Bugue chez l’abbé A. Glory », Bulletin de la Société historique et archéologique du Périgord, t. 147,‎ 2020, p. 35-54.

### Éditions de la Société préhistorique française
- [1978] « La figure gravée de la grotte du Roc pointu à Castels (Dordogne) », Bulletin de la Société préhistorique française, t. 75, no 6,‎ 1978, p. 181-185 (lire en ligne [sur persee]).
- [1979] « La grotte ornée des Bernous à Bourdeilles (Dordogne) », Bulletin de la Société préhistorique française, vol. 76, no 2,‎ 1979, p. 39-45 (lire en ligne [sur persee]).
- [Delluc, Delluc & Guichard 1987] Brigitte Delluc, « La grotte ornée de Saint-Cirq (Dordogne) », Bulletin de la Société préhistorique française, vol. 84, nos 10-12 « Études et Travaux / Hommage de la SPF à André Leroi-Gourhan »,‎ 1987, p. 364-393 (lire en ligne [sur persee]).
- [1976] « A propos de la grotte ornée du château Latour ou du Roc à St-André-d'Allas (Dordogne) », Bulletin de la Société préhistorique française, vol. 73, no 7,‎ 1976, p. 212-213 (lire en ligne [sur persee]).
- [1997] « Dix observations graphiques sur la grotte ornée de Pair-non-Pair (Prignac-et-Marcamps, Gironde) », Bulletin de la Société Préhistorique française, no 94,‎ 1997, p. 41-50 (lire en ligne [sur persee]).

### Éditions coréennes
- 2016 : La Nutrition préhistorique (actualisée), en langue coréenne (traduction par Sugin Kong et Taesop Cho)

### Préhistoire du Sud-Ouest
- 2008 : Les fouilles de la grotte de La Roche à Lalinde (Dordogne)
- 2012 : La grotte ornée de la Croix, Condat-sur-Trincou (Dordogne)
- 2013 : La grotte ornée de Font-Bargeix, Champeau-et-la-Chapelle-Pommiers (Dordogne)
- 2013 : La grotte ornée de Fronsac, Vieux-Mareuil (Dordogne)
- 2014 : Des représentations archaïques de mammouths en Dordogne
- 2016 : Le polissoir des Justices, Mauzens-et-Miremont (Dordogne)
- 2017 : La grotte ornée de Villars. Révision de la décoration et apports nouveaux
- 2018 : La grotte ornée de La Cavaille, à Couze-et-Saint-Front (Dordogne)
- 2020 : La grotte ornée de la Forêt, à Tursac (Dordogne)
- 2020   La grotte ornée de Sous-Grand-Lac à Meyrals (Dordogne). Révision de la décoration et apports nouveaux

### Éditions ERAUL, Université de Liège
- 2014 : Représentations de l'intimité féminine dans l'art paléolithique en France (avec J.-P. Duhard), Université de Liège, ERAUL 136

### Sitehominides.com
Nombreuses notices illustrées de Préhistoire sous la signature de B. et G. Delluc

### Association Les Amis de l'abbaye de Cadouin
Nombreux articles consacrés à l'abbaye, à Cadouin et à leur histoire. Ils sont accessibles sur Internet depuis plus de 25 ans.

### Association Les amis du musée de l'AP-HP
- [Delluc 2011] Gilles Delluc, « Histoires d'os au Paléolithique » (PALEOS'2010, XIIIe conférence  Adamap (Association des amis du musée de l'Assistance Publique), 8 décembre 2010), La Lettre de l'Adamap, no 21,‎ 20 mars 2011, p. 6-16 (lire en ligne [sur jfma.fr], consulté en mai 2021).

### Participation à des ouvrages collectifs
- 1979 : Lascaux inconnu (sous la dir. de Arlette Leroi-Gourhan & Jacques Allain), éd. du C.N.R.S. (plusieurs chapitres)
- 1984 : L’Art des cavernes. Atlas des grottes ornées, ministère de la Culture (plusieurs chapitres)[réf. incomplète]
- 1984 : Art et civilisations des chasseurs de la Préhistoire, Laboratoire de Préhistoire, Musée de l’Homme
- 1986 : Lascaux, un nouveau regard, de Mario Ruspoli, Bordas (plusieurs chapitres)[réf. incomplète]
- 1989 : Le Temps de la Préhistoire, Société préhistorique française et Archeologia[réf. incomplète]
- 1989 : L’Art pariétal paléolithique, ministère de la Culture[réf. incomplète]
- 1990 : L’Art des objets au Paléolithique, ministère de la Culture[réf. incomplète]
- 1984, 1985, 1990 et 1992 : Les Dossiers d’Archéologie[réf. incomplète]
- 1993 (plusieurs éditions en diverses langues) : Découvrir le Périgord, MSM, Vic-en-Bigorre
- 2003 : Tout le Périgord, Sud Ouest, Bordeaux[réf. incomplète]
- 2004 : Autour de l’homme : contexte et actualité d’A. Leroi-Gourhan, A.P.D.C.A., Antibes[réf. incomplète]
- 2006 : Arts préhistoriques et chamanisme. Critique d’une hypothèse, Errance Actes Sud[réf. incomplète]
- 2006 : Une grotte ornée, in : La Grotte de Pair-non-Pair, Soc. arch. de Bordeaux et CG 33 [réf. incomplète]
- 2007 : Les chemins de l'art aurignacien en Europe, colloque international d'Aurignac, 2005, Musée-Forum Aurignac[réf. incomplète]
- 2009 : Roucadour. Quarante ans plus tard (M. Lorblanchet, dir.), Préhistoire du Sud-Ouest[réf. incomplète]
- 2009 : Aux origines de la sexualité, Fayard[réf. incomplète]
- 2009 : Représentations préhistoriques. Images du sens, colloque international Musée de l’Homme, 2008[réf. incomplète]
- 2009 : An enquiring mind. Studies in honor of Alexander Marshack, Peabody Museum, Harvard University.[réf. incomplète]
- 2009 : L’Aquitaine au féminin, congrès de la Fédération historique du Sud-Ouest, Bordeaux, 2008[réf. incomplète]
- 2009 : Archéologie souterraine et Spéléologie, colloque Fédération frse de Spéléologie, 2006.
- 2010 : Mammifères sauvages. Nouvelle classification des Ongulés. Académie mondiale de Philatélie, Association nationale des chasseurs de grand gibier, SIER de l’Aurochs-reconstitué[réf. incomplète]
- 2010 : 100 000 ans de beauté. Préhistoire, Gallimard[réf. incomplète]
- 2010 : Les Aurignaciens (M. Otte, dir.), Errance[réf. incomplète]
- 2012 : Confrontations de l’Île de France Sud. Nutrition et sexualité au Paléolithique[réf. incomplète]
- 2014 : Mélanges Alain Roussot, Préhistoire du Sud-Ouest,
- 2017 : Les phanères dans l'art paléolithique, Mélanges J.-M. Le Tensorer

### Ouvrages sous la direction de B. et G. Delluc
- 1989 : La Sculpture rupestre en France, Société historique et archéologique du Périgord
- 1990 : Le Livre du Jubilé de Lascaux, Société historique et archéologique du Périgord
- 1993 : Le Périgord préhistorique, Reflets du Périgord

## Films scientifiques
Collaboration notamment à l'Art au monde des ténèbres et au Corpus Lascaux (Mario Ruspoli), l'Abri Pataud. 15.000 ans sous la falaise des Eyzies (H. Lièvre, SFRS), la Grotte de Villars (D. Granger et Newscope), les Inventeurs de la Préhistoire en Dordogne (10 films de Valérie Chiotti, AquiTV). A table, Homo sapiens !  Arte, diffusé en 2014, Mario Ruspoli, prince des baleines et autre raretés, 2016, éditions Montparnasse, la grotte de Villars (l’Échappée belle, 2018).

## Expositions et muséographie
Participation aux expositions suivantes : Musée de la Spéléologie (Les Eyzies), Musée du Périgord à Périgueux (salles de Préhistoire et centenaire de H. Breuil), Musée national de Préhistoire des Eyzies (salles d’art), Sas muséographiques de Lascaux II, Art et Civilisations des Chasseurs de la Préhistoire (avec H. de Lumley, au musée de l’Homme), Origine et Évolution de l'Homme (avec Henry de Lumley, à Villars), Le Sang des hommes (avec Jean Bernard et J.-L. Binet, Cité des Sciences, à La Villette), Musée de l'Abri Pataud (avec Henry de Lumley, aux Eyzies), Musée du Pèlerinage de Cadouin, Naissance de l’art en Europe (Muséum national d’Histoire naturelle et Union latine), vitrine des objets mobiliers découverts dans la grotte de Villars, Lascaux et l’abbé André Glory (avec G. Fayolle, au Bugue), André Leroi-Gourhan (avec D. Vialou au MNHN), Au temps des Mammouths (avec D. Vialou au MNHN), La grotte de Commarque (avec H. et A. de Commarque, donjon du château de Commarque). Conseillers scientifiques pour Lascaux 2 (sas muséographiques), puis pour Lascaux 3 (Exposition internationale), à la demande du Dr B. Cazeau, président du Conseil général de la Dordogne. Conseillers scientifiques pour l'aménagement du site de l'Abri de Cro-Magnon aux Eyzies.

## Distinctions honorifiques
Brigitte et Gilles Delluc ont reçu la médaille de bronze Henri Breuil (offerte par les préhistoriens espagnols (à l'occasion de la remise de la médaille d'or Henri Breuil au Pr A. Leroi-Gourhan). Prix Edmond Bastide de l'Académie nationale des Sciences, Belles-Lettres et Arts de Bordeaux pour L'Art pariétal archaïque en Aquitaine.
Brigitte Delluc est chevalier de la Légion d'honneur (janvier 2019, Ministère de la Culture), officier des Palmes académiques. Elle a été élue en 2013 membre correspondant de l'Académie nationale des Sciences, Belles-Lettres et Arts de Bordeaux. Membre d’honneur du Spéléo-Club de Périgueux.
Gilles Delluc est chevalier des Arts et des Lettres, officier des Palmes académiques, lauréat de la faculté de Médecine de Paris (Prix de thèse : Médaille d'argent), Croix de la Valeur Militaire avec étoile de bronze et citation à l'ordre de la Demi-brigade des Fusiliers marins (guerre d'Algérie 1961-1962), Croix du Combattant, médaille de la Reconnaissance de la Nation, médaille commémorative des opérations de sécurité et de maintien de l'ordre en Algérie, médaille d’Afrique du Nord (AFN). Président d'honneur de la Société historique et archéologique du Périgord et du Spéléo-Club de Périgueux. En 2018, Albert Nelson Marquis Lifetime Achievement Award (Who's Who in the World).